# Erblichia odorata
Erblichia odorata är en passionsblomsväxtart som beskrevs av Berthold Carl Seemann. Erblichia odorata ingår i släktet Erblichia och familjen passionsblomsväxter. Inga underarter finns listade i Catalogue of Life.